# Melissa Haro
Melissa Rose Haro (5 de septiembre de 1987) es una modelo estadounidense que apareció en Sports Illustrated 2008 y 2009. La sesión de fotos de edición de 2008 se ambientó en las Islas Cayman.  La sesión de fotos de 2009 fue en la Riviera Maya.

## Biografía
Ha modelado desde los trece años, y ahora modela mayormente en las ciudades de Nueva York y París, Francia, pero considera San Jose, California su casa.
Concursó en la primera temporada del concurso Project Runway en 2004 y llegó a la final consiguiendo ser una de tres concursantes en hacerlo.  Era la modelo más joven en el evento.  Fue la Miss Bay Area Teen 2004 y la cuarta en Miss California 2004 reemplanzando a Paris Hilton como portavoz de Guess Jeans.  Aparte de para Guess, Haro ha modelado para Bebe, y Jessica McClintock.
Haro se graduó del James Lick High School en 2005 y ahora vive en Los Ángeles, California, cerca de sus Linda y Dennis Haro.  Es fan de los Oakland Raiders.
Tiene ascendencia italiana.